# Ou bullit

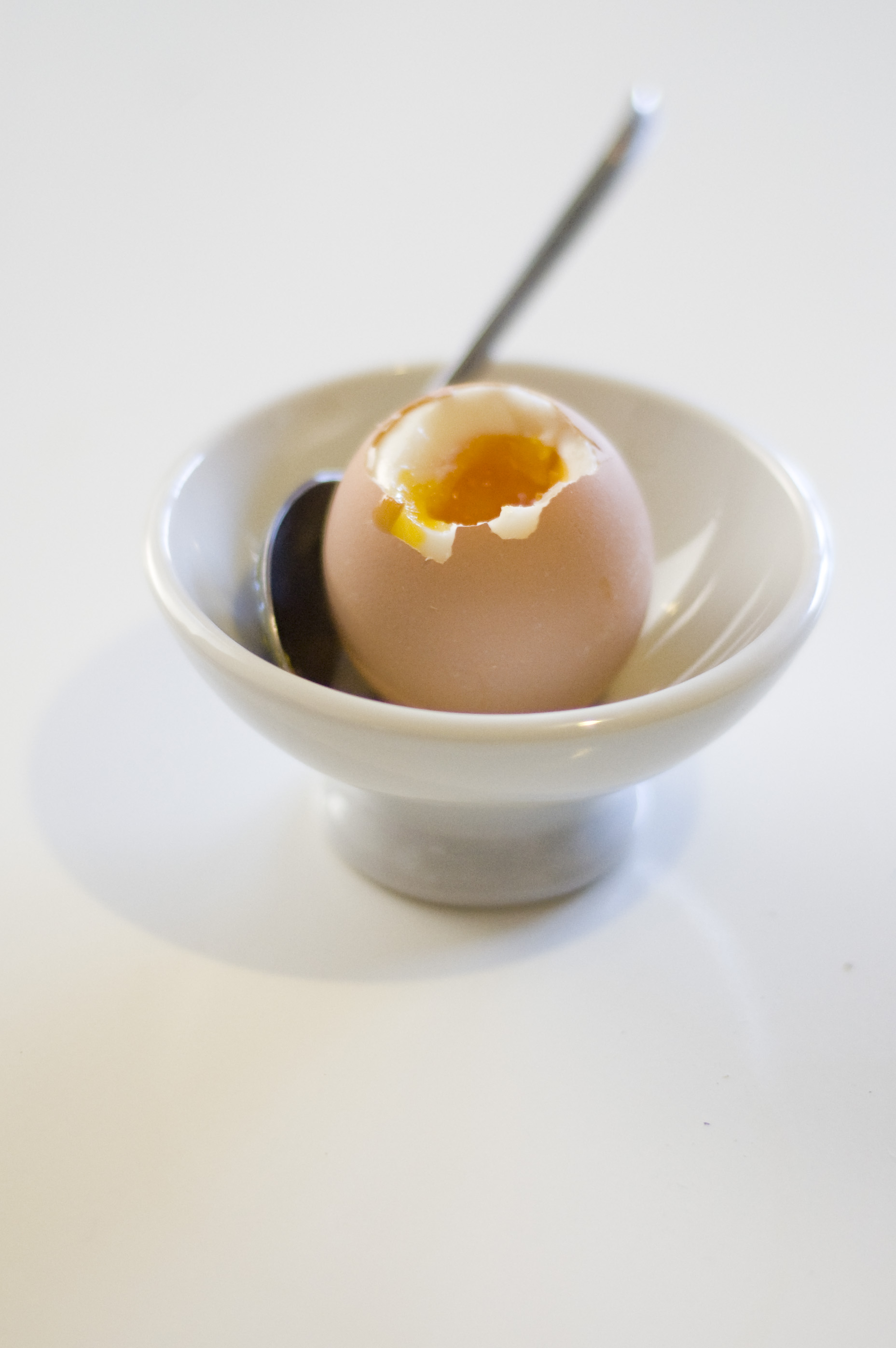
Ou bullit.

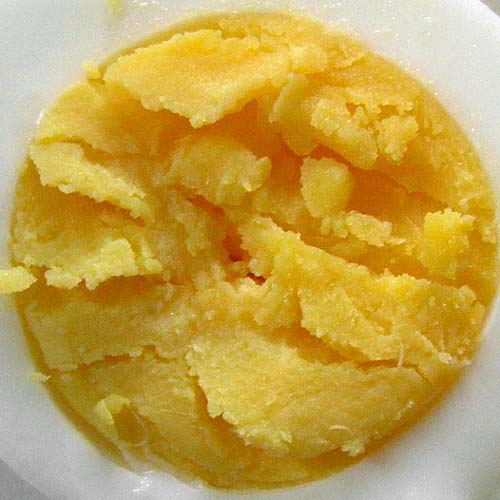
Ou sobre-cuit, es pot veure completament quallats el rovell i la clara

L'ou bullit (també dit ou dur, com en castellà o francès) és un ou (generalment de gallina) bullit en aigua amb sal.
L'ou manté la seva clova íntegra durant la cocció (els ous cuinats en aigua sense la seva clova es coneixen com a ous escalfats. Els ous sobre-cuits mostren la clara (en color blanc) i el rovell (en color groc) completament solidificats, d'aquí ve l'expressió "ou dur". Els ous bullits es mengen generalment a Europa, Amèrica així com en altres parts d'occident. Generalment es consideren més fàcils de cuinar que altres formes de preparar ous (truita, escalfats, etc.) i els ous bullits sobre-cuits són més fàcils de cuinar que els ous lleugerament bullits.
Els ous són una font d'aliment rica en proteïnes en la clara i al rovell, i al rovell vitamines, malgrat que tenen un alt contingut de colesterol.

## Tipus d'ous bullits

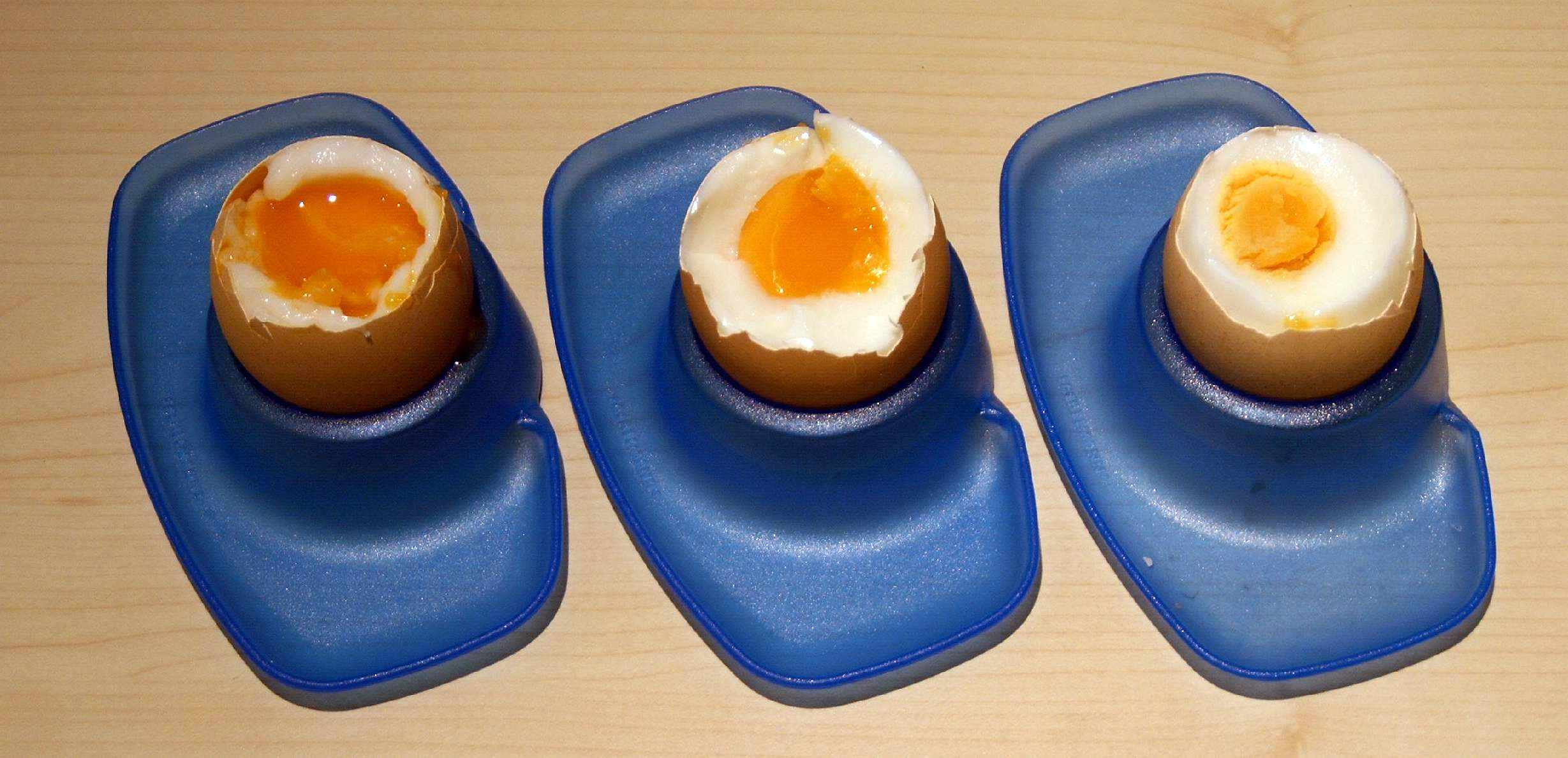
Ous cuits. El temps de cocció d'esquerra a dreta és: 4 minuts, 7 minuts, 9 minuts.

L'única diferència per a la tipologia dels ous bullits és el temps de cocció en la salmorra:
- Ou blan (o 'blanc' per error) o ou per beure o ou passat per aigua. No passa dels 4 minuts
- Ou mollet. Supera entre els tres i quatre minuts no sobrepassa dels 5 minuts de cocció
- Ou dur. Bull gairebé 12 minuts i deixa quallada la clara i el rovell.

Per a calibrar millor el temps de cocció se sol usar un temporitzador específic per a la cocció d'ous denominat egg timer.

### Passat per aigua
Els ous lleugerament cuits se submergeixen en una salmorra bullint i s'espera durant un període que pot anar de tres minuts i mig a quatre minuts. En aquest cas la clara queda semilíquida i el rovell líquid. Ha de cuinar-se i consumir-se en el moment, ja que és una font susceptible de salmonel·la, per als nens, les persones grans i sobretot aquells que tenen el sistema immunitari feble.

### Ou mollet
L'ou mollet o bullit es deixa bullir durant 5 minuts, quedant la clara quallada i el rovell una mica líquid. Aquest tipus d'ou és el més emprat durant els desdejunis, sol posar-se en un suport amb la seva clova i es menja usant una cullereta extraient el seu contingut, en aquest cas sol posar-se un saler a mà perquè es pugui anar salant les porcions a ingerir.

### Ou dur
L'ou dur es bull durant 10 o 12 minuts, i tant la clara com el rovell queden quallats. Aquesta és la forma més utilitzada quan s'ha d'emprar per a cuinar i que acaba trossejat en quarts, en daus o en fines rodanxes (tallades mitjançant un estri adient). Aquests trossos poden posar-se després en amanides o sandvitxos, així com qualsevol altre plat que ho requereixi. Els ous durs són molt populars en algunes sopes de la cuina japonesa tals com l'oden i el ramen.

## Tècniques de cocció

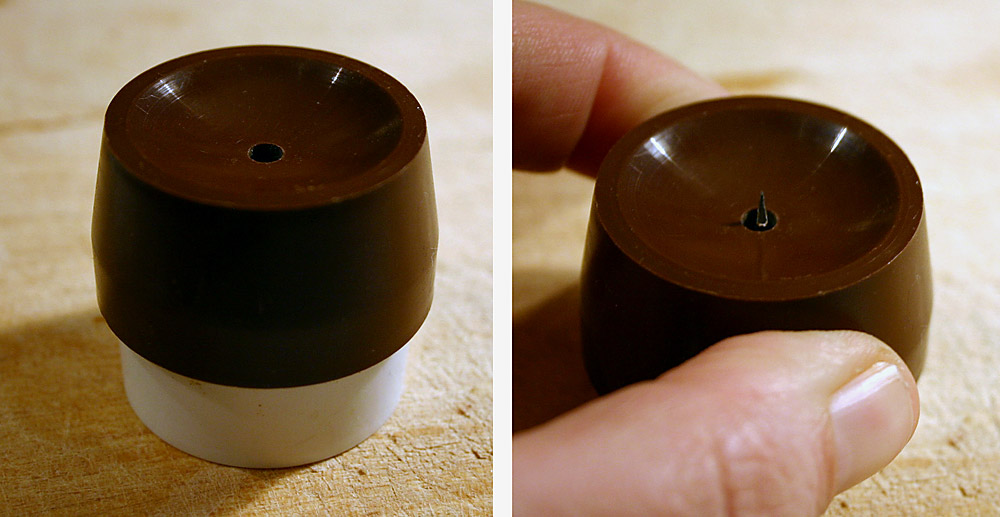
Perforador d'ou útil per a distribuir la cocció i evitar el trencament de la clova

Existeixen nombroses tècniques de cocció dels ous, cadascuna depèn dels gustos, preferències i usos que es faran de l'ou cuit. Una de les prohibicions més conegudes sobre la seva cocció és: No ha de posar-se al microones, ja que hi esclata.
Alguns cuiners (per exemple Martha Stewart) recomanen simplement d'afegir els ous a l'aigua bullent i retirar la cassola del foc passats 13 minuts, i es poden treure els ous després d'aquest període, ja que l'aigua està freda doncs mentre l'aigua es refreda a poc a poc els ou es van coent. La cuinera Montserrat Seguí de Queralt recomanava no bullir-los més de 10 minuts (o 12 si eren grossos) perquè un punt central del rovell, de la mida d'un cap d'agulla, encara cruegés.
Molts llibres de cuina descriuen el procés amb tot luxe de detalls, en alguns casos se sol ajudar d'un conjunt d'utensilis de cuina més o menys sofisticats, però una cocció passaria pels següents passos:
1. Perforar els ous per un extrem, pot realitzar-se amb una simple agulla o més sofisticat mitjançant un perforador d'ou. Aquesta perforació evita que es trenqui la clova durant la cocció.
2. Poseu els ous en una cassola
3. Afegir aigua fins que els ous quedin submergits a una profunditat d'un o dos centímetres
4. Escalfar l'aigua fins que comenci a bullir
5. Reduir la calor, mantenir bullint durant 10-15 minuts, segons la textura final desitjada
6. Treure els ous de l'aigua

Per a refredar-los se solen posar en un recipient amb aigua freda. La temperatura en aquest cas baixa fins a la temperatura ambient en uns 10 minuts, a ser possible pelats; en cas contrari l'ou es rehidrata i això fa més difícil de pelar-lo. Se sol dir que els ous vells (d'una setmana o més) solen ser més fàcils de pelar que els nous, a causa del fet que ja presenten una lleugera deshidratació; Malgrat això, no és recomanable retardar el consum d'ous més de 3-4 setmanes suposant que es conservin en un frigorífic, respectant sempre la seva data de consum. Si no s'espera el fet que es refredi és molt més fàcil pelar l'ou bullit.

## Conserva
Els ous bullits se solen conservar de diferents formes, una de les més populars és sotmetre'ls a una immersió d'aigua juntament amb la seva clova en vinagre (ous envinagrats o confitats en vinagre) que permeten la conserva d'aquests durant mesos, podent-se consumir després d'aquest temps. Els ous cuits poden ser congelats i estar en aquest estat durant molts mesos.
Un ou bullit es conserva en un lloc fresc quatre dies amb clova i dos dies sense.

## Gastronomies
- Anglaterra - Ou a l'escocesa
- Tailàndia - Kai yat sai
- Mèxic - Ous divorciats
- R.P. de la Xina - Ou centenari
- Veneçuela - Ous Chimbos
- Colòmbia - Ous Perícos

## Maneres de preparar ous

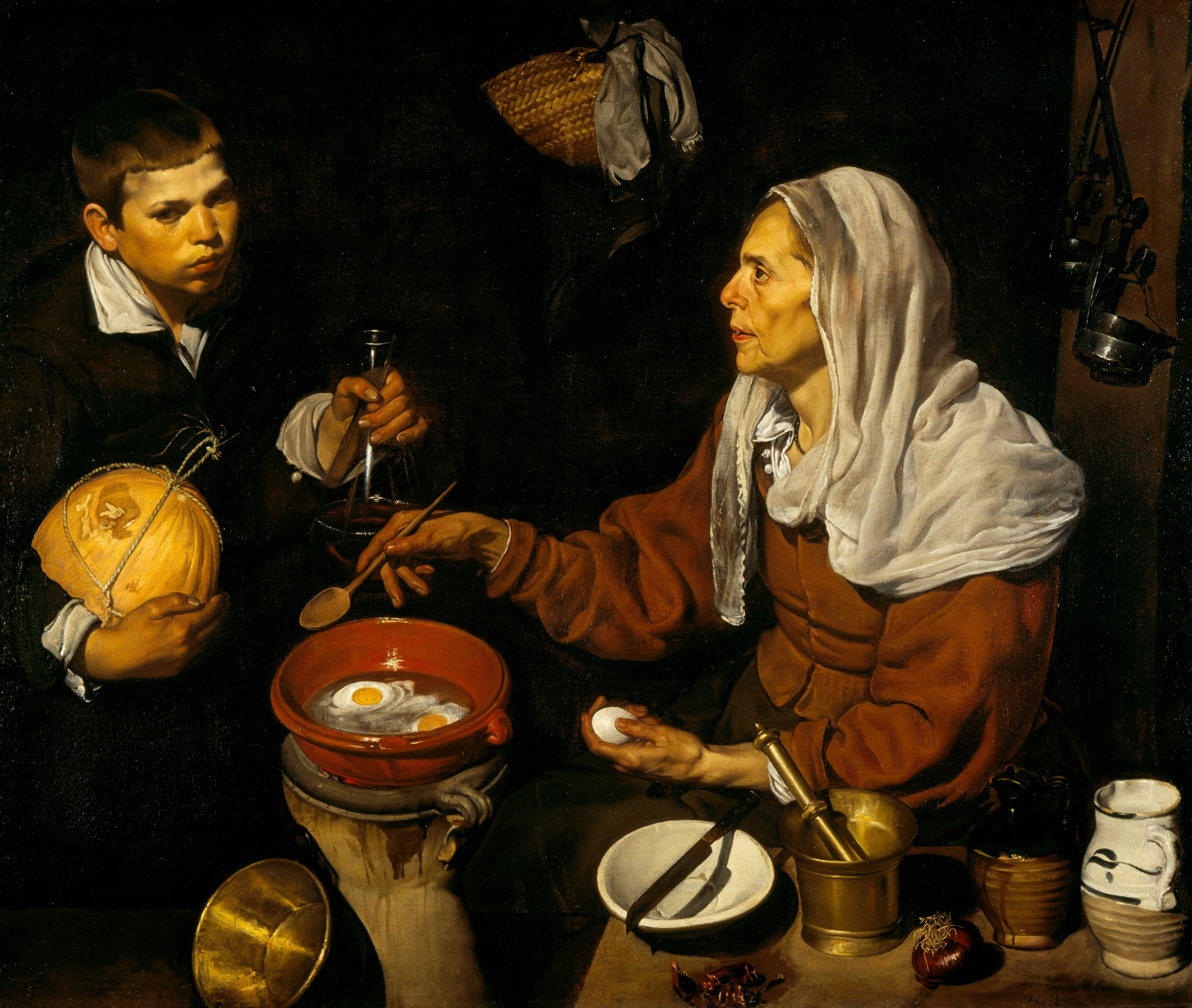
Vella fregint ous (Velázquez).

Altres formes de preparar els ou a la cuina occidental:
- Ou escalfat
- Ou ferrat
- Ous remenats
- Quixe
- Suflé
- Truita d'ous

## Trucs
Per a saber a ull nu si un ou és cru o ha estat prèviament cuit, es pot fer una simple prova que consisteix a fer-lo girar, els ous crus tendeixen a frenar-se o a moure's malament a causa del fet que el seu interior frena el gir en ser líquid, mentre que l'ou bullit gira lliurement sense cap impediment. Per a evitar que, en els ous cuits, la superfície del rovell adquireixi un color verd-gris, s'han de refredar ràpidament després de la cocció.

## Curiositats
- Una nord-americana d'origen coreà de 39 anys i 48 quilos va ser guanyadora d'un concurs el 2005 havent menjat 65 ous bullits en sis minuts i 40 segons.
- L'actor Paul Newman en la pel·lícula La llegenda de l'indomable (Cool Hand Luke) de l'any 1967 (Stuart Rosenberg), en el paper del presidiari Lucas 'Luke' Jackson, fa una juguesca amb els seus companys que es pot menjar 50 ous bullits en una hora. Aquest és un moment estel·lar de la pel·lícula.